# Liste der denkmalgeschützten Objekte in Röhrenbach
Die Liste der denkmalgeschützten Objekte in Röhrenbach enthält die 16 denkmalgeschützten, unbeweglichen Objekte der niederösterreichischen Gemeinde Röhrenbach im Bezirk Horn.

## Denkmäler
| Foto |                 | Denkmal | Standort                                        | Beschreibung | Metadaten |
| ---- | --------------- | --- | ----------------------------------------------- | --- | --- |
| ja   | Datei hochladen | Turm der Veste Feinfeld HERIS-ID: 33841 Objekt-ID: 31593                                                     | Feinfeld 43, bei Standort KG: Feinfeld          | Die ab 1534 verödete Ruine Feinfeld war ursprünglich ein befestigter Gutshof, ein sogenanntes „Vestes Haus“, dessen Anfänge in die Besiedlungszeit zurückgehen. Nordöstlich des Ortes befinden sich die Reste des abgetragenen Turmes der Veste Feinfeld. | BDA-Hist.: Q37954515 Status: Bescheid Stand der BDA-Liste: 2025-06-30 Name: Turm der Veste Feinfeld GstNr.: 66/1 Veste Feinfeld |
| ja   | Datei hochladen | Ortskapelle Gobelsdorf HERIS-ID: 61708 Objekt-ID: 74177                                                      | gegenüber Gobelsdorf 11 Standort KG: Gobelsdorf | Die Ortskapelle von Gobelsdorf hat eine eingezogene runde Apsis sowie einen vorgebauten Nordturm mit rundbogigen Schallfenstern und Pyramidendach. Ihr neugotischer Altar wurde Ende des 19. Jahrhunderts angefertigt. Er verfügt über ein Herz-Jesu-Bild und Bildnisse der Evangelisten in der Predella. | BDA-Hist.: Q38097051 Status: § 2a Stand der BDA-Liste: 2025-06-30 Name: Ortskapelle Gobelsdorf GstNr.: 1 |
| ja   | Datei hochladen | Gartenbaudenkmale und Umfassungsanlagen im Schlosspark Greillenstein HERIS-ID: 58372 Objekt-ID: 69005        | Greillenstein 6, bei Standort KG: Greillenstein | Die Bäume der Lindenallee im Schlosspark sind über 200 Jahre alt und wurden in den europäischen Baumkataster eingetragen. | BDA-Hist.: Q38082809 Status: Bescheid Stand der BDA-Liste: 2025-06-30 Name: Gartenbaudenkmale und Umfassungsanlagen im Schlosspark Greillenstein GstNr.: 20, 23                                                                     |
| ja   | Datei hochladen | Schlossanlage Greillenstein HERIS-ID: 33948 Objekt-ID: 31772                                                 | Greillenstein 1 Standort KG: Greillenstein      | Das Schloss Greillenstein ist ein einheitliches, vierflügeliges Renaissanceschloss aus dem späten 16. Jahrhundert. | BDA-Hist.: Q2241290 Status: Bescheid Stand der BDA-Liste: 2025-06-30 Name: Schlossanlage Greillenstein GstNr.: 1/1, 1/2, 2, 3, 4 Schloss Greillenstein                                                                              |
| ja   | Datei hochladen | Meierhof (Nordtrakt) inkl. Brauhaus des Schlosses Greillenstein HERIS-ID: 59631 Objekt-ID: 71071             | Greillenstein 2 Standort KG: Greillenstein      | Ein Teil des denkmalgeschützten Nordtraktes des Meierhofes ist die dreigeschoßige ehemalige Brauerei mit ihren fünf rundbogigen Einfahrten. | BDA-Hist.: Q38088015 Status: Bescheid Stand der BDA-Liste: 2025-06-30 Name: Meierhof (Nordtrakt) inkl. Brauhaus des Schlosses Greillenstein GstNr.: 12                                                                              |
| ja   | Datei hochladen | Meierhof, ehem. Gärtnerei im Süden des Schlosses Greillenstein HERIS-ID: 59634 Objekt-ID: 71074              | Greillenstein 6 Standort KG: Greillenstein      | Der Meierhof ist ein zweigeschoßiger Bau mit Schopfwalmdach aus der Zeit um 1700. | BDA-Hist.: Q38088049 Status: Bescheid Stand der BDA-Liste: 2025-06-30 Name: Meierhof, ehem. Gärtnerei im Süden des Schlosses Greillenstein GstNr.: 21                                                                               |
| ja   | Datei hochladen | Meierhof (frühere Schafstallungen) HERIS-ID: 59633 Objekt-ID: 71073                                          | Greillenstein 7 Standort KG: Greillenstein      | In diesem Teil des Meierhofs waren ursprünglich die Schafställe untergebracht. | BDA-Hist.: Q38088039 Status: Bescheid Stand der BDA-Liste: 2025-06-30 Name: Meierhof (frühere Schafstallungen) GstNr.: 29 |
| ja   | Datei hochladen | Meierhof, ehem. Pferdestallungen HERIS-ID: 59632 Objekt-ID: 71072                                            | Greillenstein 8 Standort KG: Greillenstein      | Die ehemaligen Pferdestallungen mit Zeughaus, Hufschmiede und Verwalterwohnung sind Teil des früheren Meierhofs. | BDA-Hist.: Q38088026 Status: Bescheid Stand der BDA-Liste: 2025-06-30 Name: Meierhof, ehem. Pferdestallungen GstNr.: 19 |
| ja   | Datei hochladen | Straßenbrücke über die Kleine Taffa HERIS-ID: 62005 Objekt-ID: 74508                                         | Standort KG: Neubau                             | Anmerkung: In Fehlerliste eingetragen | BDA-Hist.: Q38098460 Status: § 2a Stand der BDA-Liste: 2025-06-30 Name: Straßenbrücke über die Kleine Taffa GstNr.: 260/1, 415/2, 1417                                                                                              |
| ja   | Datei hochladen | Pfarrhof HERIS-ID: 50503 Objekt-ID: 55555                                                                    | Eich Maria 1 Standort KG: Röhrenbach            | Der westlich der Kirche gelegene Pfarrhof ist ein zweigeschoßiger Bau, der im Kern aus dem 16./17. Jahrhundert stammt, mit einem risalitartigen Anbau aus der Zeit um 1910. Die Fenster haben profilierte Rahmungen, Verdachungen und Sohlbänke. In beiden Geschoßen gibt es Räume mit Kreuzgratgewölben und Stichkappentonnen. Im Obergeschoß liegt ein ehemaliger Saal mit einer Holzfelderdecke aus dem 16. Jahrhundert und Rokoko-Ornamentmalereien aus der Zeit um 1760. Das Pfarrhaus hat Holzreliefs mit Darstellungen des Ölbergs und der Verkündigung des Herrn in Verwahrung, die aus der ersten Hälfte des 18. Jahrhunderts stammen. Vor dem Bau steht ein ummauerter Wirtschaftshof. | BDA-Hist.: Q38040435 Status: § 2a Stand der BDA-Liste: 2025-06-30 Name: Pfarrhof GstNr.: 473, 474 |
| ja   | Datei hochladen | Kath. Pfarrkirche hl. Michael (Maria Eich) und Friedhof HERIS-ID: 50504 Objekt-ID: 55556                     | gegenüber Eich Maria 1 Standort KG: Röhrenbach  | Die von einem ummauerten Friedhof umgebene Pfarrkirche hl. Michael verfügt über ein barockisiertes romanisches Langhaus mit einem ursprünglich ebenfalls romanischen Chorquadrat mit spätgotischem Fünfachtelschluss aus der Zeit um 1500. Der barocke Turm erhebt sich im südlichen Chorwinkel, östlich schließt die Sakristei an. | BDA-Hist.: Q38040451 Status: § 2a Stand der BDA-Liste: 2025-06-30 Name: Kath. Pfarrkirche hl. Michael (Maria Eich) und Friedhof GstNr.: 468 Pfarrkirche hl. Michael, Röhrenbach                                                     |
| ja   | Datei hochladen | Figurenbildstock Maria Immaculata HERIS-ID: 61728 Objekt-ID: 74198                                           | gegenüber Eich Maria 3 Standort KG: Röhrenbach  | Die Steinsäule mit einem Figurenbildstock der Maria Immaculata ist bezeichnet mit 1715. | BDA-Hist.: Q38097181 Status: § 2a Stand der BDA-Liste: 2025-06-30 Name: Figurenbildstock Maria Immaculata GstNr.: 498 |
| ja   | Datei hochladen | Kuefstein’sche Gruftkapelle hl. Anna / ehem. Spitalskirche und Bürgerspital HERIS-ID: 58087 Objekt-ID: 68536 | Bei der Kapelle 1 Standort KG: Röhrenbach       | Die gräflich kuefsteinische Gruftkapelle hl. Anna, eine ehemalige Spitalskirche, ist eine nach Norden ausgerichtete, barocke Anlage mit südlicher Hauptfassade. Der kreuzförmig angelegte ehemalige Spitalstrakt aus dem letzten Viertel des 17. Jahrhunderts verfügt über eine nördlich anschließende Gruft und eine in der ersten Hälfte des 18. Jahrhunderts eingebaute Kapelle mit Fresken von Paul Troger. Das Spital wurde für die herrschaftlichen Untertanen errichtet. | BDA-Hist.: Q38080415 Status: Bescheid Stand der BDA-Liste: 2025-06-30 Name: Kuefstein’sche Gruftkapelle hl. Anna/ ehem. Spitalskirche und Bürgerspital GstNr.: 97, 98/1, 98/2, 98/3 Kuefsteinsche Gruftkapelle hl. Anna, Röhrenbach |
| ja   | Datei hochladen | Figurenbildstock hl. Johannes Capistranus HERIS-ID: 61713 Objekt-ID: 74182                                   | Standort KG: Röhrenbach                         | Aus dem Jahre 1740 stammt die auf gebauchtem Sockel stehende Figur des hl. Johannes Capistranus mit gefallenem Türken und dem Relief eines vom Blitz getroffenen Reiters. | BDA-Hist.: Q38097077 Status: § 2a Stand der BDA-Liste: 2025-06-30 Name: Figurenbildstock hl. Johannes Capistranus GstNr.: 486/5 Johannes-Capistranus-Statue (Röhrenbach)                                                            |
| ja   | Datei hochladen | Bildstock Pietà, sog. Mitterkreuz HERIS-ID: 61718 Objekt-ID: 74187                                           | Standort KG: Röhrenbach                         | Auf einem quaderförmigen Postament steht ein Steinkreuz mit Pietà aus dem Jahre 1729. | BDA-Hist.: Q38097102 Status: § 2a Stand der BDA-Liste: 2025-06-30 Name: Bildstock Pietà, sog. Mitterkreuz GstNr.: 496/2 |
| ja   | Datei hochladen | Figurenbildstock Maria Dreieichen HERIS-ID: 44202 Objekt-ID: 44919                                           | Standort KG: Winkl                              | Auf abgefastem Pfeiler steht die Figur „Maria Dreieichen“ aus der zweiten Hälfte des 17. Jahrhunderts. | BDA-Hist.: Q38007530 Status: Bescheid Stand der BDA-Liste: 2025-06-30 Name: Figurenbildstock Maria Dreieichen GstNr.: 1353 |